# Alan Walker (musikproducent)
Alan Olav Walker, född 24 augusti 1997 i Northampton, England, är en brittisk-norsk DJ och producent av elektronisk dansmusik. Han har engelsk far, norsk mor och flyttade till Bergen i Norge vid två års ålder. 
Walker är bland annat känd för låten "Faded" som i maj 2020 setts och hörts över 2,8 miljarder gånger på Youtube och fått över 1,8 miljarder strömningar på Spotify.
Efter succén med "Faded" har Walker släppt låten "Sing Me to Sleep", som har över 600 miljoner visningar på Youtube.
Alan Walker vann Spellemannprisen 2018 i kategorin "Årets spellemann".

## Diskografi

### Singlar
- 2014 – "Faded"
- 2015 – "Spectre"
- 2015 – "Force"
- 2015 – "Faded" (feat. Iselin Solheim)
- 2016 – "Sing Me to Sleep"
- 2016 – "Routine" (med David Whistle)
- 2016 – "Alone"
- 2017 – "Ignite" (feat. K-391)
- 2017 – "Tired" (feat. Gavin James)
- 2017 – "The Spectre"
- 2017 – "All Falls Down" (feat. Noah Cyrus & Digital Farm Animals)
- 2018 – "Darkside" (feat. Tomine Harket & Au/Ra)
- 2018 – "Diamond Heart" (feat. Sophia Somajo)
- 2018 – "Different World" (med K-391 feat. Sofia Carson & CORSAK)
- 2019 – "Are You Lonely" (med Steve Aoki & ISÁK)
- 2019 – "On My Way" (feat. Sabrina Carpenter & Farruko)
- 2019 – "Live Fast" (feat. A$AP Rocky)
- 2019 – "Alan x Walkers - Unity"
- 2019 – "Play" (med Tungevaag, K-391 & Mangoo)
- 2019 – "Ghost" (feat. Au/Ra)
- 2019 – "Alone, Pt. II" (feat. Ava Max)
- 2020 – "End of Time" (med K-391 feat. Ahrix)
- 2020 – "Heading Home" (feat. Ruben)
- 2020 – "Space Melody" (med VIZE feat. Leony)
- 2021 – "Fake A Smile" (feat. Salem Ilese)
- 2021 – "Sweet dreams" (feat. Imanbek)